# Rivière Matalik
Pour les articles homonymes, voir Matalik.
La rivière Matalik est un cours d'eau douce traversant la municipalité d'Albertville et de Causapscal, dans la municipalité régionale de comté (MRC) de La Matapédia, dans la région administrative du Bas-Saint-Laurent, dans l'est du Québec, au Canada.
La rivière Matalik prend sa source à l'embouchure du Lac Matalik dans la municipalité d'Albertville. La rivière coule généralement vers l'est surtout en zone forestière, en formant un détour vers le nord. Cette rivière de la vallée de la Matapédia se déverse à Causapscal, sur la rive ouest de la rivière Matapédia laquelle coule vers le sud jusqu'à la rive nord de la rivière Ristigouche ; cette dernière coule vers l'est, jusqu'à la rive ouest de la baie des Chaleurs laquelle s'ouvre vers l'est sur le Golfe du Saint-Laurent.

## Géographie
La rivière Matalik prend sa source à l'embouchure du lac Matalik (longueur : 1,0 km ; altitude : 308 m), dans le canton de Matalik, dans la municipalité d'Albertville. Cette source est située à :
- 9,9 km à l'ouest du centre du village de Sainte-Florence ;
- 8,7 km à l'ouest de la confluence de la rivière Matalik ;
- 14,3 km au sud du lac au Saumon ;
- 60,6 km au sud-est du littoral du golfe du Saint-Laurent.

À partir de sa source, le cours de la rivière Matalik descend sur 18,3 km selon les segments suivants :
- 4,0 km vers le nord dans Albertville, presque en ligne droite, jusqu'à la rue Saint-Raphaël-Sud qu'elle coupe à 0,5 km au sud-est du centre du village ;
- 2,6 km dont vers le nord sur 0,5 km, puis vers le nord-est en coupant la route Matalik, jusqu'à un ruisseau (venant du sud-ouest) ;
- 2,1 km vers le nord, jusqu'à la confluence de la décharge (venant du sud-ouest) du Lac Indien ;
- 1,6 km vers le nord-est, en coupant le chemin du 3e rang Nord, jusqu'à la décharge du Lac du Dix ;
- 2,7 km vers le sud-est, en coupant la route Matalik, jusqu'à un ruisseau (venant du nord) ;
- 5,3 km vers l'est, puis vers le sud, en passant du côté ouest de l'aéroport de Causapscal, et en passant sous le pont du chemin du Rang Ferdinand-Heppel-Sud longeant la rive ouest de la rivière Matapédia, jusqu'à la confluence de la rivière Matalik[2].

La rivière Matalik se déverse sur la rive ouest de la rivière Matapédia. Cette confluence est située à :
- 2,9 km en amont du pont ferroviaire du Canadien National qui enjambe la rivière Matapédia ;
- 1,3 km en aval du pont du lieu-dit Heppell enjambant la rivière Matapédia ;
- 5,9 km au sud du pont d'Amqui enjambant la rivière Matapédia ;
- 43,8 km au nord-ouest de la confluence de la rivière Matapédia.

## Toponymie
Le toponyme « rivière Matalik » a été officialisé le 5 décembre 1968 à la Commission de toponymie du Québec.